# The Peninsula Bangkok Hotel
The Peninsula Bangkok Hotel est un gratte-ciel de 151 mètres de hauteur construit à Bangkok en Thailande en 1998. Il abrite un hôtel de la chaine chinoise The Peninsula Hotels et comporte 14 ascenseurs qui desservent 40 étages.
L'hôtel est situé sur les bords de la rivière Chao Phraya.
L'hôtel a été classé numéro 1 dans le monde par le magazine "Travel and Leisure" en 2003.
Les architectes sont l'agence américaine BBGM, l'agence  thaïlandaise Tandem Architects Co. Ltd et l'agence britannique RMJM